# Papa Stour

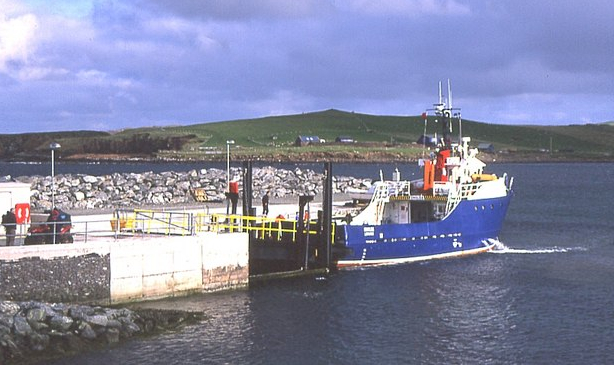
Papa Stour (Isole Shetland, Scozia): il porticciolo

Papa Stour (823 ha.) è una piccola isola sull'Oceano Atlantico della Scozia nord-orientale, facente parte dell'arcipelago delle Isole Shetland.
L'isola fu nel Medioevo meta di pellegrinaggi, fatto che si riflette nel suo nome, che deriva dal norreno Papey Stóra, che significa "grande isola dei preti".

## Geografia

### Collocazione
Papa Stour si trova ad ovest/nord-ovest di Mainland, l'isola principale delle Shetland e a nord della località di Sandness.

### Territorio
Il territorio dell'isola si caratterizza per la presenza di caverne ed archi scavati dal mare.

#### Promontori
- Aesha Head[5]

|  |

## Demografia
Al censimento del 2008, Papa Stour contava una popolazione di 8 abitanti.

## Storia
Nel Medioevo giunse sull'isola una comunità di sacerdoti cristiani di origine celtica.
Alla fine del XIII secolo risalgono i primi insediamenti norvegesi.

L'isola rimase quindi sotto il dominio norvegese fino al XII secolo.
Nel corso del XIX secolo l'isola divenne un porto peschereccio. In quel periodo, contava una popolazione di 360 abitanti.

## Fauna
Tra le specie che si possono avvistare sull'isola, vi sono le foche, in particolar modo tra giugno e luglio.

## Trasporti
Papa Stour è collegata via traghetto con la località di Sandness (isola di Mainland). Sull'isola è anche presente un aeroporto.